# 运动民主

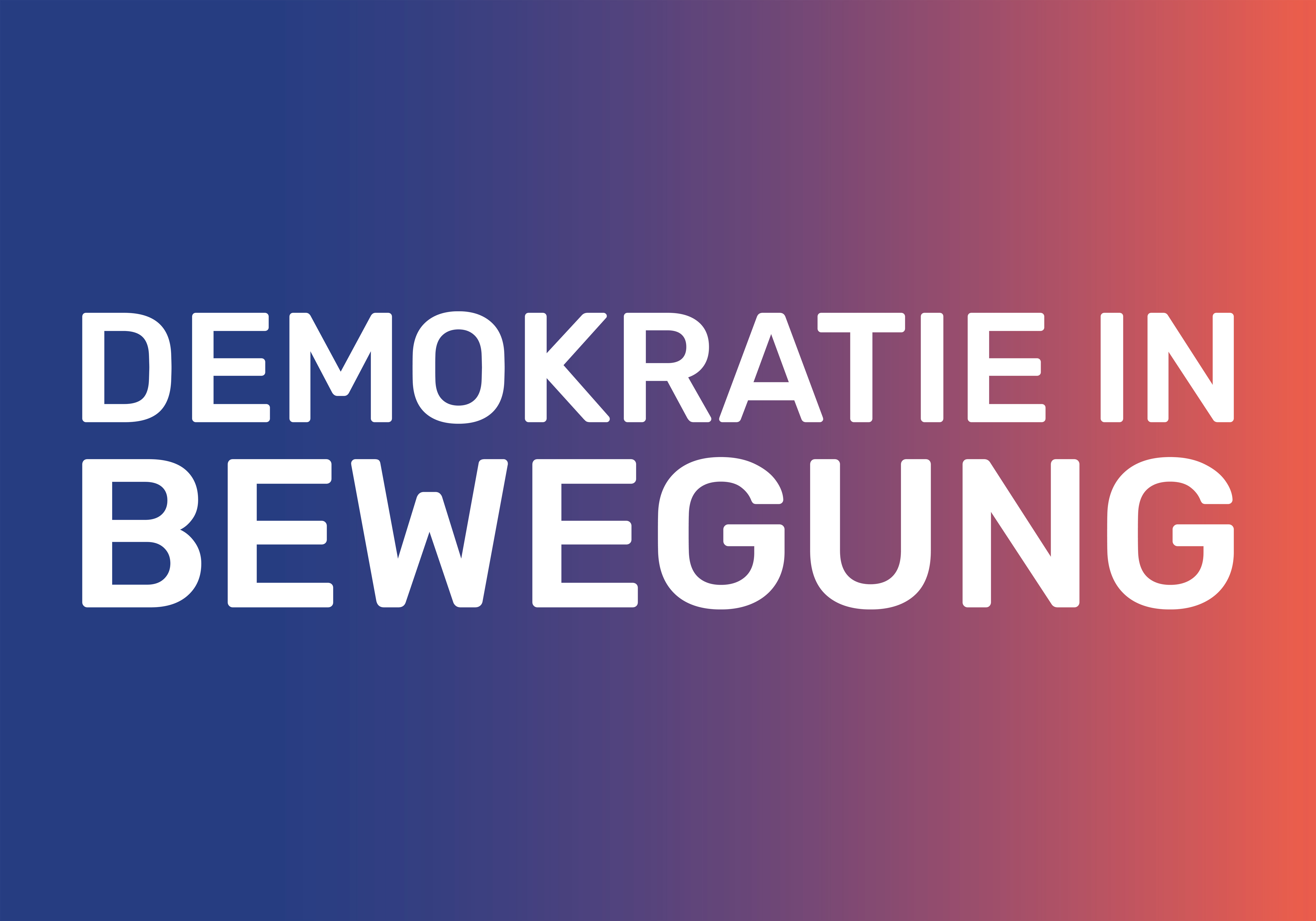
运动民主标志

运动民主（德語：Demokratie in Bewegung）是德国的一个已不存在的小型左翼政党。该党成立于2017年4月29日。该党的主席是Julia Beerhold和Alexander Plitsch。该党的总部位于柏林。该党是欧洲民主运动2025的成员。2021年，该党有224名成员。2025年3月，该党解散。